# Simulium angustipes
Simulium angustipes es una especie de insecto del género Simulium, familia Simuliidae, orden Diptera.
Fue descrita científicamente por Edwards en 1915.